# Yury Cherednik
Yury Konstantinovich Cherednik (em russo:  Юрий Константинович Чередник; Chișinău, 25 de junho de 1966) é um ex-jogador de voleibol da Rússia que competiu pela União Soviética nos Jogos Olímpicos de 1988 e pela Equipe Unificada nas Olimpíadas de 1992.
Em 1988, ele fez parte do time soviético que conquistou a medalha de prata no torneio olímpico, no qual atuou em quatro partidas. Quatro anos depois, ele participou de sete confrontos e terminou na sétima colocação com a equipe unificada na competição olímpica de 1992.